# Hibiscus zanzibaricus
Hibiscus zanzibaricus är en malvaväxtart som beskrevs av Arthur Wallis Exell. Hibiscus zanzibaricus ingår i Hibiskussläktet som ingår i familjen malvaväxter. Inga underarter finns listade i Catalogue of Life.